# Abdoulaye Cissé (ur. 1983)
Abdoulaye Cissé (ur. 24 grudnia 1983 w Adzopé) – burkiński piłkarz pochodzenia iworyjskiego grający na pozycji napastnika.

## Kariera klubowa
Cissé urodził się w Wybrzeżu Kości Słoniowej, a karierę piłkarską rozpoczął we Francji, w klubie Grenoble Foot 38. Po grze w drużynie juniorów Grenoble odszedł do Montpellier HSC, gdzie występował na przemian w rezerwach i pierwszym zespole. W Ligue 1 zadebiutował 29 września 2001 w przegranym 1:3 domowym spotkaniu z FC Lorient. W 2004 roku spadł z Montpellier do Ligue 2.
W 2007 roku Cissé został wypożyczony z Montpellier do saudyjskiego Al-Faisaly, a następnie do katarskiego Al-Khor. Latem tamtego roku przeszedł do innego klubu z tego kraju, Al-Siliya i grał w nim do 2009 roku. Wtedy też został piłkarzem zespołu Al-Dhafra ze Zjednoczonych Emiratów Arabskich, a po pół roku gry w tym klubie ponownie został zawodnikiem Al-Khor. Z kolei latem 2010 odszedł do egipskiego El-Masry. Następnie grał w Zamaleku i Al-Ittihad Trypolis, a w 2015 trafił do Ittihad El Shorta. W 2016 przeszedł do omańskiego Dhofar SCSC.
| Sezon   | Klub                | Kraj                         | Rozgrywki                | Mecze | Bramki |
| ------- | ------------------- | ---------------------------- | ------------------------ | ----- | ------ |
| 2001/02 | Montpellier HSC     | Francja                      | Ligue 1                  | 19    | 2      |
| 2002/03 | Montpellier HSC     | Francja                      | Ligue 1                  | 6     | 1      |
| 2003/04 | Montpellier HSC     | Francja                      | Ligue 1                  | 3     | 0      |
| 2004/05 | Montpellier HSC     | Francja                      | Ligue 2                  | 32    | 9      |
| 2005/06 | Montpellier HSC     | Francja                      | Ligue 2                  | 27    | 4      |
| 2006/07 | Montpellier HSC     | Francja                      | Ligue 2                  | 17    | 2      |
| 2006/07 | Al-Faysali          | Arabia Saudyjska             | I. liga                  | 9     | 5      |
| 2006/07 | Al-Khor             | Katar                        | Q-League                 | 2     | 1      |
| 2007/08 | Al-Siliya           | Katar                        | Q-League                 | ?     | ?      |
| 2008/09 | Al-Siliya           | Katar                        | Q-League                 | ?     | ?      |
| 2009/10 | Al-Dhafra           | Zjednoczone Emiraty Arabskie | UAE League               | 8     | 2      |
| 2009/10 | Al-Khor             | Katar                        | Q-League                 | 8     | 1      |
| 2010/11 | El-Masry            | Egipt                        | I. liga                  | 29    | 7      |
| 2011/12 | El-Masry            | Egipt                        | I. liga                  | 13    | 8      |
| 2012/13 | Zamalek SC          | Egipt                        | I. liga                  | 12    | 4      |
| 2013/14 | Al-Ittihad Trypolis | Libia                        | I. liga                  | ?     | ?      |
| 2014/15 | Zamalek SC          | Egipt                        | I. liga                  | 8     | 1      |
| 2015/16 | Ittihad El Shorta   | Egipt                        | I. liga                  | 22    | 3      |
| 2016/17 | Dhofar SCSC         | Oman                         | Oman Professional League | ?     | ?      |
| 2017/18 | Dhofar SCSC         | Oman                         | Oman Professional League | ?     | ?      |

## Kariera reprezentacyjna
W reprezentacji Burkiny Faso Cissé zadebiutował w 2003 roku. W 2004 roku został powołany do kadry na Puchar Narodów Afryki 2004 i wystąpił tam w 3 meczach: z Senegalem (0:0), z Mali (1:3) i z Kenią (0:3). Od 2003 do 2007 roku wystąpił w kadrze narodowej 12 razy i strzelił 3 gole.